# Phalaropus
Phalaropus Brisson, 1760 è un genere di uccelli della famiglia Scolopacidae.

## Tassonomia
Comprende tre specie viventi:
- Phalaropus tricolor  (Vieillot, 1819) - falaropo di Wilson
- Phalaropus lobatus  (Linnaeus, 1758) - falaropo beccosottile
- Phalaropus fulicarius  (Linnaeus, 1758) - falaropo beccolargo

È nota anche una specie fossile:
- Phalaropus eleonorae †